# Первичный амёбный менингоэнцефалит
Первичный амёбный менингоэнцефалит, или неглериаз — заболевание, вызываемое амёбой неглерией Фоулера, поражающее мозг и нервную систему заражённого.

## Этиология

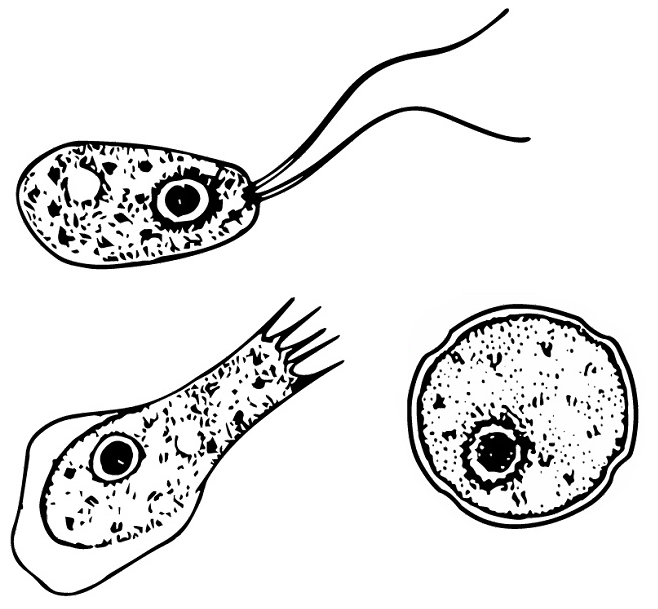
Стадии жизненного цикла неглерии Фоулера

Возбудитель — неглерия Фоулера, факультативный паразит человека. Обитает в тёплой воде температурой от 25 °С до 32 °С. Во время купания паразит попадает в нос, затем в обонятельный нерв. По нерву паразит добирается до головного мозга. Чтобы избежать заболевания, не стоит контактировать с грязной водой, а также купаться в ней.

## Патогенез и клиническая картина
Первые симптомы начинаются примерно через 2-6 дней после заражения. Это головная боль, головокружение. Человек плохо чувствует и различает запахи, вкусы. Затем повышается температура. Далее идут более серьёзные симптомы: галлюцинации, атаксия, припадки, напоминающие эпилептические. После заражения проходит около 10 дней до этих симптомов. Затем симптомы усиливаются и учащаются в несколько раз, после чего наступает смерть. Иногда один из симптомов это слепота, потеря равновесия, плохой слух, или же его отсутствие. Неглерия начинает поедать клетки мозга и размножаться. Максимальное время до смерти после заражения — 24 дня.

## Эпидемиология
Почти все случаи заболевания наблюдались в Северной Америке, реже — в европейских странах.
Например, в Чехословакии между 1962 и 1965 годами заболели 16 человек, купавшихся в открытом бассейне. Случаи заражения также были зафиксированы в Великобритании, Новой Зеландии, Пакистане, Индии, в Китае и в других странах. Если водоём, в котором живёт амёба, осушен или становится непригодным для её жизни, неглерия превращается в цисту, которая может переноситься с ветром в другие водоёмы, в том числе расположенные за пределами страны. От человека к человеку не передаётся, поэтому заболевание является крайне редким даже в Америке. С момента открытия было диагностировано всего несколько сотен случаев заражения.

## Лечение и профилактика
Чаще всего первичный амёбный менингоэнцефалит ведёт к смерти, однако известен и случай выздоровления заражённого: 5-месячный мальчик был вылечен в Иране в 2012 году. Хотя препараты для борьбы с неглерией существуют, они эффективны далеко не всегда.
В качестве профилактики следует избегать тёплых, особенно неочищенных, водоёмов, а во время купания в них — попадания воды в нос. Также не рекомендуется контактировать с грязью.
Для терапии применяют метронидазол, амфотерицин B, рифампицин, флуконазол, милтефозин. Недавние исследования показали высокую эффективность в борьбе с Naegleria fowleri дигоксина и проциклидина, а также аминазина.

## В массовой культуре
20 и 21 серии второго  сезона, а также 17 серия восьмого сезона сериала «Доктор Хаус» посвящены борьбе с неглерией. 
Отсылка к заболеванию также встречается в 13 серии первого сезона сериала «Резидент» и в 19 серии 1 сезона сериала «Секретные Материалы». 
В 5 главе книги Аспен Матис «Самый опасный из маршрутов» героиня рассказывает об опасности горячих водоёмов.
В российском сериале «Доктор Рихтер» также есть серия про неглерию. В серии умирает пациент, но невролога, также заразившегося неглерией, удаётся вылечить. 
В романе российской писательницы Елены Михалковой «Прежде чем иволга пропоёт» Макар Илюшин упоминает неглерию, предостерегая Сергея Бабкина от купания в лесном карельском озере.
В 5-6 серии второго сезона сериала «Кобра» умирает ребёнок от заражения этой амёбой.